# Nid d'Aigle (Vladivostok)
Pour les articles homonymes, voir Nid d'aigle.
Le Nid d'Aigle (en russe : Орлиное Гнездо), anciennement mont Klykova, est une colline constituant le point culminant du centre-ville de Vladivostok (kraï du Primorie), en Russie.
Il doit son nom au surnom d'une montagne de Bulgarie, le pic Stoletov (anciennement « mont Saint-Nicolas »), qui fut le théâtre d'un haut fait d'armes durant la 2e bataille de Chipka lors de la Dixième guerre russo-turque en 1877.
Géologiquement, le Nid d'Aigle est un volcan éteint du Sikhote-Aline.

## Articles
- Mont Kholodilnik